# Granulisina
La granulisina è una proteina espressa nella maggior parte dei mammiferi; nell'essere umano è codificata dal gene GNLY, situato nel braccio corto del cromosoma 2 e assolve a una funzione antimicrobica. È un peptide che forma un poro sulla parete o sulla membrana cellulare della cellula batterica; da questo poro possono poi entrare altri enzimi che inducono la morte del batterio. La granulisina è inibita dal colesterolo, infatti è molto più efficace nel contribuire alla morte di batteri che sintetizzano scarse o nulle quantità di questo steroide.
La sua struttura consta di cinque alfa-eliche e la sua espressione è ristretta alle cellule citotossiche del sistema immunitario, come le natural killer, i linfociti T citotossici, le cellule T gamma delta e i linfociti T natural killer. Forme ortologhe di questa proteina sono state rilevate in molte specie diverse di mammiferi, come i bovini e i suini, mentre non sono state per ora identificate nei roditori.
La granulisina svolge un ruolo fondamentale nell'evoluzione di alcune patologie, tra cui la lebbra e la necrolisi epidermica tossica.